# Verdienter Tierarzt der Deutschen Demokratischen Republik
Verdienter Tierarzt der Deutschen Demokratischen Republik war eine staatliche Auszeichnung  der Deutschen Demokratischen Republik (DDR), welche in Form eines Ehrentitels mit Urkunde plus einer tragbaren Medaille verliehen wurde und seit dem 25. Mai 1976 Nachfolger des (am 27. November 1952 gestifteten) Titels Verdienter Tierarzt war. 
Mit diesen Titeln konnten Tierärzte geehrt werden, die hervorragende Leistungen beim Aufbau der sozialistischen Gesellschaft, bei der Entwicklung des Veterinärwesens oder der internationalen Zusammenarbeit auf dem Veterinärgebiet vorweisen konnten. Die Anzahl der Verleihung war auf zehn Beliehene pro Jahr beschränkt.

## Aussehen der Medaille zum Ehrentitel

### Verdienter Tierarzt
Die in Silber gehaltene Medaille mit einem Durchmesser von ca. 34,5 mm zeigt auf ihren Avers zwei im Kreis nach oben offene gebogene Ähren. Mittig ruht der Hammer, welcher von der zweizeiligen Inschrift: VERDIENTER / TIERARZT unterbrochen ist. Das Revers zeigt mittig die erhaben geprägte Friedenstaube (Picassotaube), darunter die vertiefte Jahreszahl: 1956. Getragen wurde die Medaille an einer Öse, an welcher wiederum eine Spange befestigt ist, die 27 × 14 mm groß ist und diagonal von links unten nach rechts oben in den Farben Schwarz, Rot und Gold emailliert ist.

### Verdienter Tierarzt der DDR
Die in Silber gehaltene Medaille mit einem Durchmesser von 30 mm zeigt auf ihren Avers zwei im Kreis nach oben offene gebogene Ähren. Mittig schlängelt sich die Veterinärschlange, die von der zweizeiligen Inschrift: VERDIENTER / TIERARZT unterbrochen ist. Das Revers zeigt mittig das erhaben geprägte Staatswappen der DDR, das von der Umschrift: DEUTSCHE DEMOKRATISCHE REPUBLIK umrahmt wird. Getragen wurde die Medaille an einer 25 × 14 mm großen grünen stoffbezogenen Spange, die in ihrer Mitte eine Miniatur der Vorderseite der Medaille zeigt, auf der oberen linken Brustseite des Beliehenen.